# Annemarie Pissel
Annemarie Pissel, auch Pißel, (geboren 2. Mai 1889 in Schauenstein; gestorben 1974 in Neuendettelsau) war eine deutsche Sozialarbeiterin und Verbandsfunktionärin.

## Leben
Annemarie Pissel engagierte sich in ihrer Jugend im Evangelischen Verband zur Pflege der weiblichen Jugend und nahm 1914 am Internationalen Kongress der weiblichen Jugend in Schweden teil. Sie besuchte 1913/14 einen Kursus an der Sozialen Frauenschule der Inneren Mission in Berlin und schloss die Ausbildung als „Berufsarbeiterin“ ab. 1927 wurde sie Vorsitzende der Ortsgruppe Berlin des Verbandes der evangelischen Wohlfahrtspflegerinnen Deutschlands (VEW) und wurde dessen Geschäftsführerin. Pissel war Mitglied der Deutschen Vereinigung für den Fürsorgedienst im Krankenhaus und außerdem ab etwa 1929 Mitglied des Vorstandes der Fachgruppe Gefährdetenfürsorgerinnen.
Nach der Machtergreifung der Nationalsozialisten 1933 übernahm Pissel am 1. Mai 1933 die Geschäftsführung der Berufsverbände der Wohlfahrtspflegerinnen, die am 1. Juli 1933 in der Deutschen Arbeitsfront (DAF) gleichgeschaltet wurden. Mit Dora Voss-Matthiesen übte sie die Geschäftsführung aus und war Schriftleiterin der Zeitschrift Soziale Berufsarbeit. Pissel trat zum 1. Mai 1933 der NSDAP bei (Mitgliedsnummer 2.021.194). Von 1935 bis zur Kapitulation Deutschlands 1945 amtierte sie als Reichsfachschaftswalterin „Volkspflegerinnen“ (die früheren „Wohlfahrtspflegerinnen“) in der DAF. Pissel bemühte sich darum, dass ihre Fachschaft am Programm der NS-Krankenmorde beteiligt wurde.
Über Tätigkeiten nach dem Ende des Nationalsozialismus und über eine Entnazifizierung Pissels ist nichts bekannt.

## Schriften (Auswahl)
- Wohlfahrtspflege und Persönlichkeit : Wohlfahrtspflege und Kirche. In Verb. mit Annerose Fröhlich ; Annemarie Pissel ; Johanna Werner hrsg. von Friedrich Ulrich. Berlin-Dahlem : Wichern-Verlag, 1925
- 25 Jahre Sozialer Frauenberufsverband 1903–1928 : 1. T. (Annemarie Pißel:) Verband der Evangelischen Wohlfahrtspflegerinnen Deutschlands. 2. T. (E. Zeller:) Geschichte des Verbandes der Berufsarbeiterinnen der Inneren Mission der evang. Kirche Deutschlands. (Vorr.: Bertha von der Schulenburg). Berlin : Vaterländ. Verl.- u. Kunstanst, 1928
- Die Stellung des Nationalsozialismus zur Frauenarbeit, in: Soziale Berufsarbeit, 7, 1933, S. 70–72